# Научно-производственное предприятие «Исток»

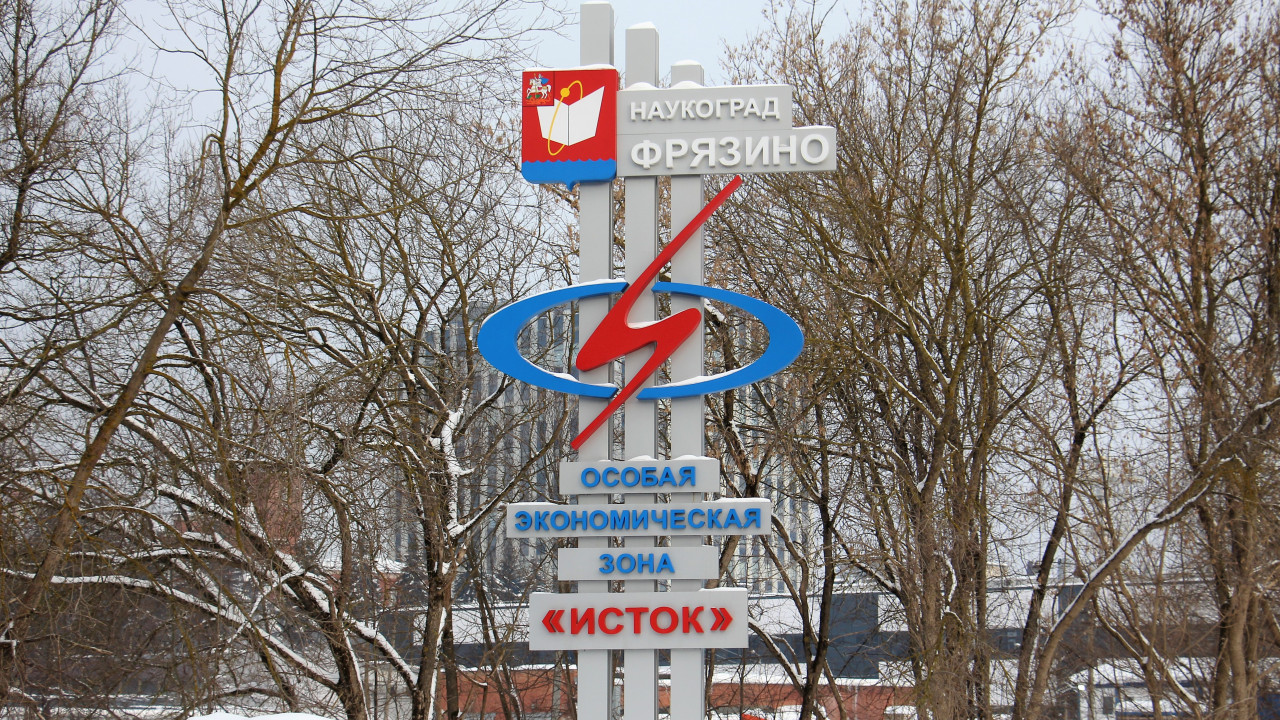
Стела при въезде в экономическую зону «Исток»

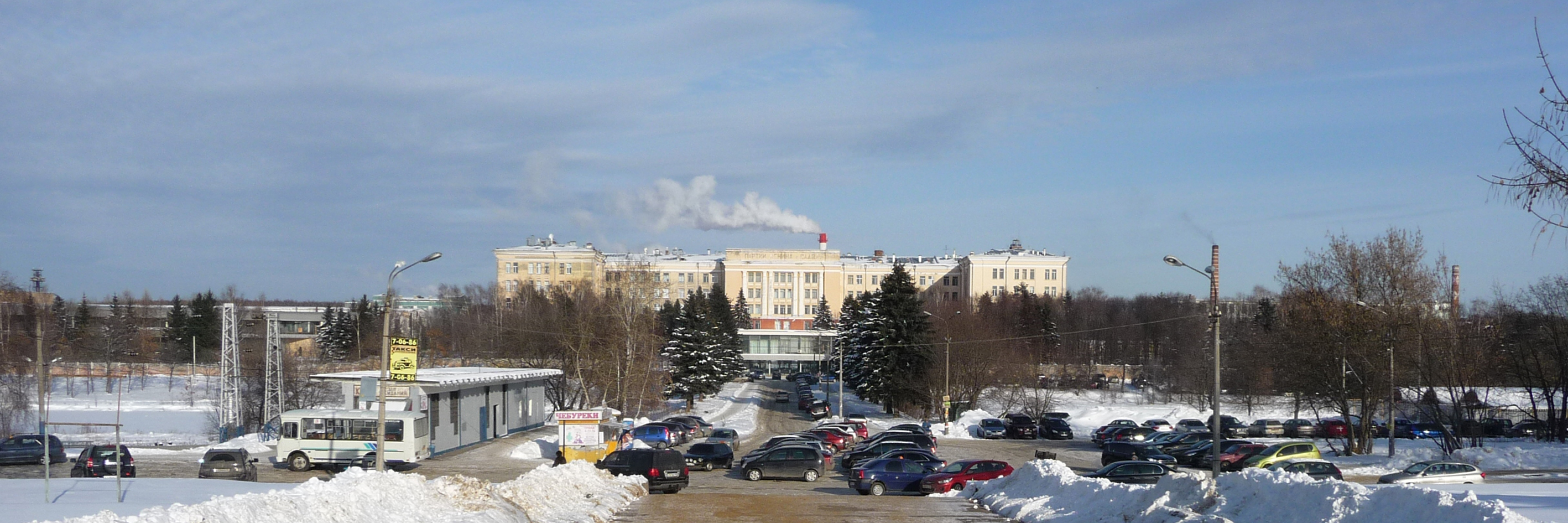
В центре, на заднем плане, главный корпус НПП «Исток». Слева — одноэтажное здание станции «Фрязино-Пассажирская». За ней — покрытый снегом замёрзший Технический пруд на речке Любосеевке

Акционерное общество «Научно-производственное предприятие „Исток“» имени А. И. Шокина (АО «НПП „Исток“» им. Шокина, ранее называлось НИИ-160, НИИ электровакуумной техники, НИИ «Исток», НПО «Исток», ГНПП «Исток», ФГУП «НПП „Исток“») — российское предприятие по разработке и изготовлению СВЧ-приборов. Находится в подмосковном городе Фрязино.
Основано в 1943 году.
По состоянию на 2014 год НПП «Исток» заявляло о поддержке около 30 % всей номенклатуры изделий СВЧ-электроники, выпускаемой в России. Предприятие обладает замкнутыми технологическими циклами разработки и производства СВЧ-транзисторов, монолитных интегральных схем, модулей СВЧ любой функциональной сложности, электровакуумных СВЧ-приборов и комплексированных СВЧ-устройств на их основе, радиоэлектронной аппаратуры и её составных частей.
«Исток» — крупнейшее (и градообразующее) предприятие города-наукограда Фрязино. С момента своего образования «Исток» выполняет функцию центра СВЧ-электроники страны, неизменно возглавляя Координационный научно-технический совет и Совет главных конструкторов по координации стратегии развития этой области электронной техники.
На предприятии издаётся (с 1950 года) научно-технический сборник «СВЧ-техника» (серии «Электронная техника»), включённый в перечень ведущих рецензируемых научных журналов и изданий ВАК России, в которых публикуются основные научные результаты соискателей ученой степени доктора и кандидата наук.

## Продукция
- СВЧ-приборы[9]:
  - электростатические усилители (ЭСУ);
  - полупроводниковые СВЧ элементы;
  - микрополосковые СВЧ приборы.
- Квантовые приборы
  - Атомно-лучевые трубки для квантовых стандартов частоты и времени.
- Атомно-лучевые трубки для квантовых стандартов частоты и времени.
- Оборудование для лечения злокачественной опухоли. Предприятием разработаны и выпускаются установки серии «Яхта» для электромагнитной гипертермии злокачественных новообразований.[10] Оборудование позволяет избирательно повышать противоопухолевое действие ионизирующей радиации и химиотерапевтических средств при комплексном лечении больных со злокачественными опухолями, что значительно повышает эффективность их лечения путём создания гипертермического уровня температур в облучаемом объекте.[11] На данный момент предприятие выпускает установки моделей «Яхта-3» и «Яхта-4».[12]
- В 2015 году был объявлен тендер на строительство центра высокопрецизионной (высокоточной) металлобработки[13]. Это позволит обеспечить серийный выпуск электровакуумных и твердотельных СВЧ приборов и устройств.

## История

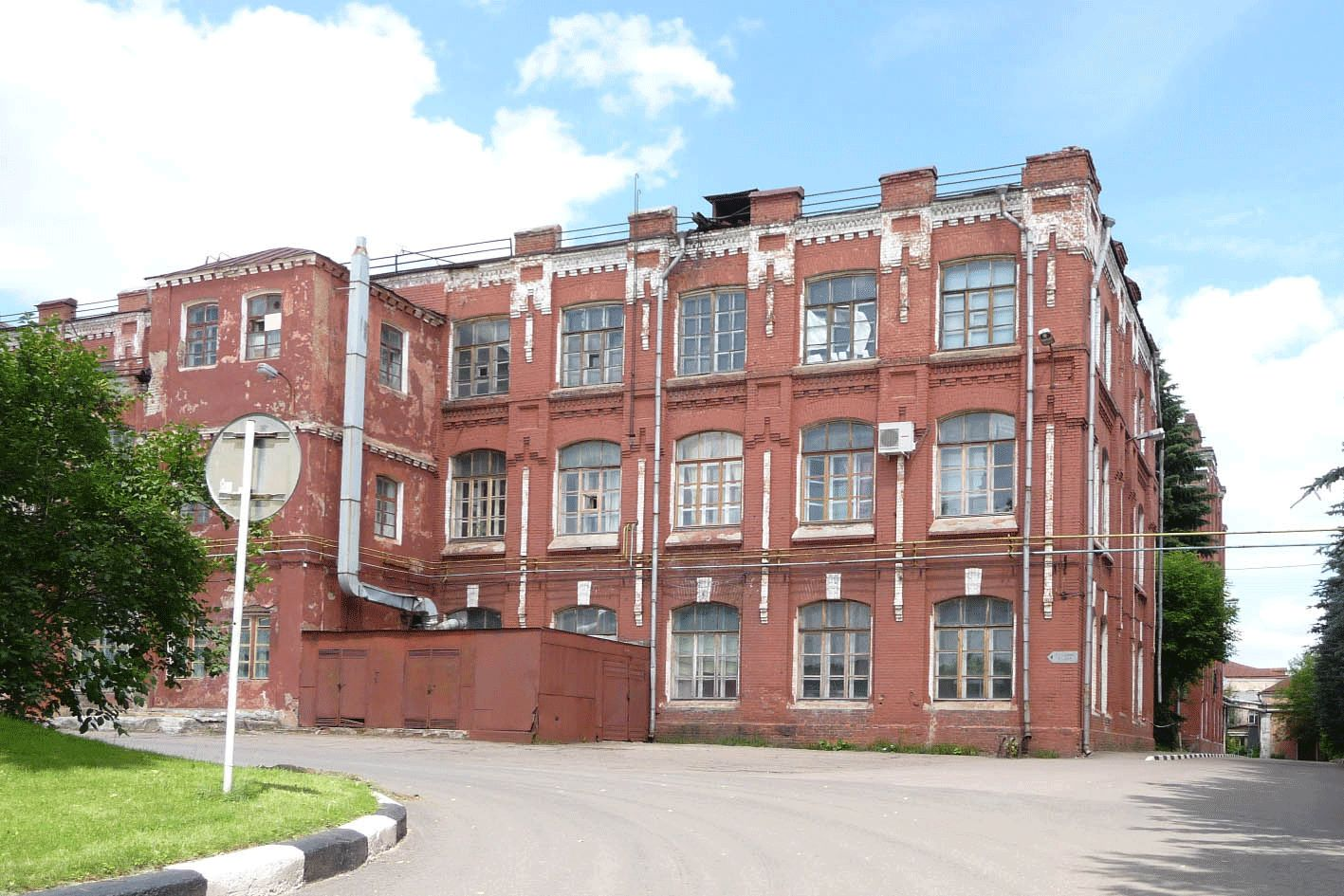
Старейший корпус «Истока» — бывшая шёлкоткацкая фабрика А. М. Капцовой

В 1900 году товарищество «Анна Капцова и сыновья» строит огромное по тем временам трёхэтажное и первое в деревне Фрязино каменное здание — корпус новой шёлкоткацкой фабрики, проводит электрическое освещение, завозит из-за границы станки. Фабрика обеспечивала работу почти всем жителям деревни. 

В 1918 году фабрику национализировали и через год закрыли. 

В 1933 году в пустующем корпусе этой фабрики был организован завод «Радиолампа». 

В 1943 году, на основании Постановления Государственного комитета обороны СССР от 4 июля 1943 г. «О радиолокации» [Красная звезда, выпуск от 04.03.2003, № 119], на базе завода был создан НИИ-160; первым директором предприятия, в этом же году назначают С. А. Векшинского. Трехэтажный корпус фабрики, построенной А. М. Капцовой, находится на территории «Истока» и до сих используется как административное и производственное здание.
В самом начале своей научно-производственной биографии «Исток» занимался производством и разработкой приёмно-усилительных радиоламп, для установки на различной радиоаппаратуре. Для обеспечения потребностей страны производство происходило одновременно на шести электровакуумных заводах.
Для обеспечения телеуправления спутников Земли — в середине 50-х годов «Истоком» была разработана серия широкополосных ламп, за что завод был удостоен медали «В честь запуска в Советском Союзе первого в мире искусственного спутника Земли».
Первые разработки клистронов начались на заводе в 1954 году, а всего через 6 лет на «Истоке» началась разработка лазерного оборудования. В середине 60-х годов завод стал первым на территории СССР, кто начал серийное производство гелий-неоновых лазеров.
Во времена СССР «Исток» — головное предприятие страны в области СВЧ-электроники (в Министерстве электронной промышленности было 1-е ГУ (Главное Управление), куда входили все предприятия СВЧ-электроники, и Исток считался среди них головным).
За успехи в развитии отечественной СВЧ-электроники и создании новой техники коллектив НПП «Исток» награждён орденами Ленина (1966 год) и Трудового Красного Знамени (1981). Его кадры, технология, оборудование стали базой, на основе которой организованы такие предприятия, как НИИ «Платан» (Фрязино), ГНПП «Алмаз» (Саратов), НПО «Генератор» (Киев), завод «Знамя» (Полтава), НИИ «Титан» (Москва), НПО «Гранит» (Ростов-на-Дону). Под руководством академика АН СССР Н. Д. Девяткова в 1960—1990-х годах в «Истоке» активно развиваются медицинская электроника и медицинское приборостроение.
В последние десятилетия в порядке конверсии на базе подразделений «Истока» были созданы предприятия:
в 1993 году — «Исток-Система», производитель медицинского оборудования под торговой маркой «Гастроскан»;
в 1994 году — «Исток-Аудио», производитель слуховых аппаратов.
«Исток» — один из получателей средств на модернизацию производства в рамках ФЦП «Развитие ЭКБ и радиоэлектроники» в 2010 г.
К 2020 году компания внедрила систему промышленного интернета вещей IIoT.ISTOK которая позволяет контролировать технологические процессы.
В 2023 г. НПП «Исток» объявило о создании автомобильного амортизатора нового, вихретокового типа.

## Разработки в области СВЧ-электроники
- с 1949 года — разработка точечно-контактных СВЧ-детекторов (совместно с ЦНИИ-108)[23];
- 1952—1953 год — научно-исследовательские работы по созданию точечно-контактных германиевых триодов, изготовление действующих макетов триодов, ОКР «Точка» (совместно с ФИ АН СССР, ЦНИИ-108)[23];
- 1953 год — разработка плоскостных германиевых транзисторов и диодов, НИР «Плоскость» (совместно с ФТИ АН СССР, ФИ АН СССР, ЦНИИ-108)[23];
- 1954—1958 — исследования электроискрового способа обработки материалов; работы были продолжены и в 60-х годах[24];
- 1949 — разработан первый в СССР кинескоп, на базе которого позже создан телевизор КВН-49[4];

## Разработки в области медицинских электроники и приборостроения

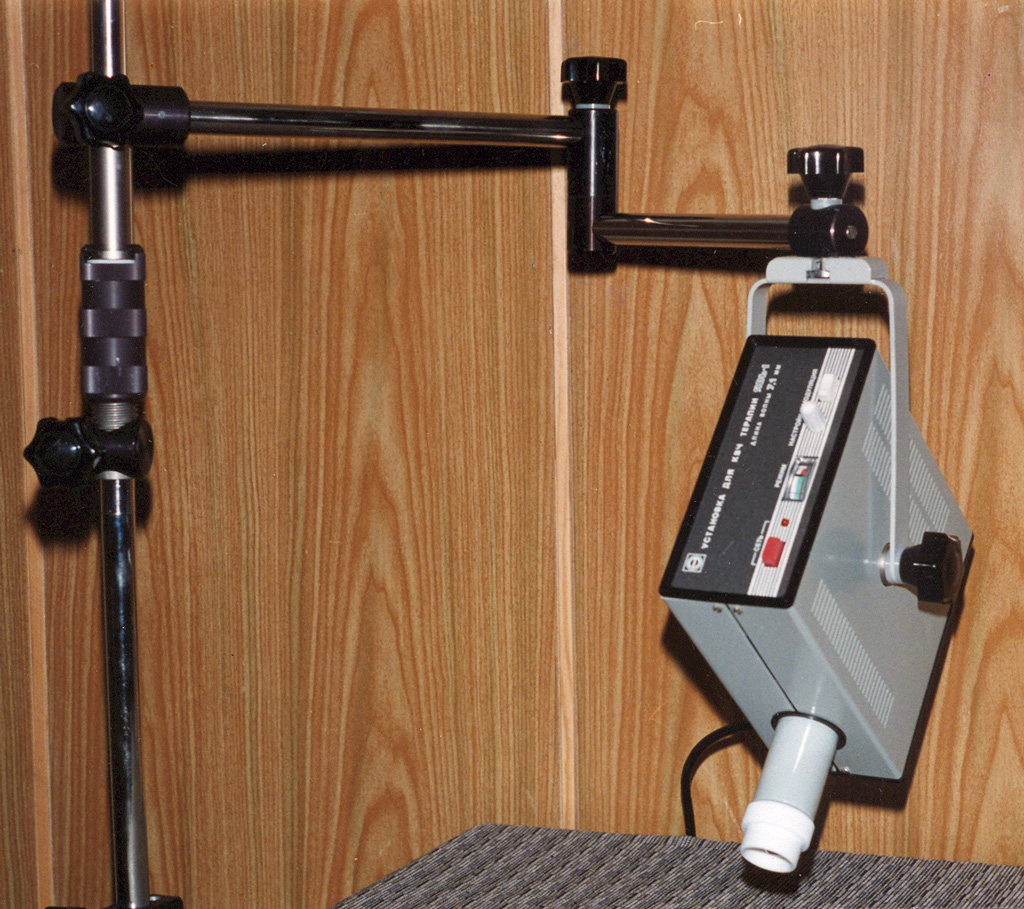
Аппарат для КВЧ-терапии «Явь-1». 1980-е годы

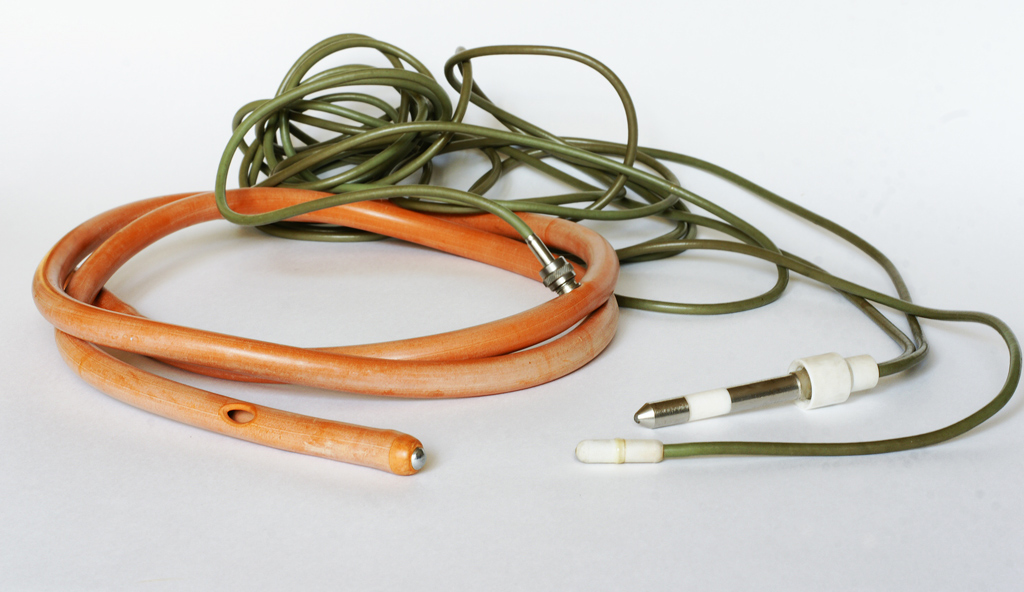
Интраоперационный pH-зонд для определения полноты ваготомии. 1980-е годы

Несмотря на то, что основной продукцией предприятия являлись изделия для оборонной, космической и радиопромышленности, на «Истоке» имелся отдел медицинской электроники, и в нём, как и в других его подразделениях, было выполнено значительное число пионерских разработок, в том числе:
- 1960—1970-е — лазеры и хирургические и терапевтические лазерные установки для медицины на основе импульсных CO2, на парах меди и гелий-неоновых лазеров: «Янус», «Янтарь», «Яхрома», «Рябина» и другие[17].
- Конец 1960-х — 1980-е — разработка установок гипертермии серии «Яхта» для лечения онкологических заболеваний путём СВЧ-нагрева злокачественных новообразований[17].
- Конец 1970-х — начало 1980-х — pH-зонды и ацидогастрометры для внутрижелудочной pH-метрии[25].
- Конец 1980-х годов — аппаратура для КВЧ-терапии[26].
- 1970-е — 1980-е — разработка медицинской тепловизионной аппаратуры и методов врачебной диагностики по термограммам.[27] В конце 1970-х создан сканирующий тепловизор ТВ-03 (БТВ-1), освоенный в серийном производстве на заводе «Агат» в Кстово. В 1980-х разработана усовершенствованная модель БТВ-3.
- 2000-е — разработка лазеров на парах меди для лечения кожных образований[28].

## Производство теплоотводящих элементов из поликристаллического алмаза
В 2014 году на выставке ВУЗПРОМЭКСПО ОАО «НПП «Исток им. Шокина» совместно с Российской академией наук представили новое производство теплоотводящих элементов из поликристаллического алмаза. Эта уникальная разработка решит вопрос импортозамещения при создании активных компонентов изделий электронной техники.
Производство было разработано в целях выполнения Федеральной целевой программы «Развитие электронной компонентной базы и радиоэлектроники на 2008—2015 годы». Внедрена новая технология лазерной резки поликристаллических алмазных пластин, новые диэлектрические материалы и подложки из поликристаллического алмаза с повышенной теплопроводностью и электропроводностью. Техническим результатом изобретения является повышение надёжности и выходной мощности полупроводникового прибора за счёт снижения внутренних напряжений и повышения эффективности отвода тепла.

## Программы обучения молодых кадров
На базе АО «НПП „Исток“» в 1962 году был создан фрязинский филиал МГТУ «МИРЭА». В 2014 году филиал МИРЭА выиграл публичный конкурс Министерство обороны России по подготовке кадров для ОПК. Учебное заведение получило финансирование на учебный год в размере 80 миллионов рублей, которые будут потрачены на создание лаборатории.

## Известные работники
- Первым директором «Истока» (с момента основания НИИ-160 до 1944 года) был академик АН СССР, Герой Социалистического Труда, лауреат Ленинской и Сталинских премий С. А. Векшинский (1896—1974).
- Долгое время на «Истоке», в должностях заместителя директора НИИ по научной работе, советника генерального директора и др. работал академик РАН (АН СССР), Герой Социалистического Труда, лауреат Ленинской премии Н. Д. Девятков (1907—2001).
- Федосеев Анатолий Павлович, доктор технических наук, лауреат Ленинской премии, Герой Социалистического Труда (1971), кавалер двух орденов Ленина, ордена Трудового Красного Знамени. Под его руководством в «Истоке» был разработан первый в СССР магнетрон в 10-см диапазоне мощностью 100 кВт. Указом Президима Верховного Совета СССР от 3 февраля 1972 года (с грифом "не подлежит опубликованию") Федосеев А.П. за совершение особо опасного государственного преступления — отказа возвратиться в СССР из заграничной командировки (1971) во Францию — был лишён всех наград и званий.
- Звание «Героя Социалистического Труда» было присуждено работникам «Истока» В. И. Волку, Н. Д. Девяткову, Л. А. Парышкуро, С. И. Реброву.[31]
- Ряд известных учёных и инженеров, длительное время работавших в «Истоке»: Герой Советского Союза Б. Н. Еряшев (1921—1993), Герой Социалистического Труда, доктор технических наук, лауреат Ленинской премии В. А. Афанасьев (1915—1998)[32], доктор технических наук профессор, лауреат Ленинской и Государственных премий разработчик отражательных клистронов, ЛОВ и теории и аппаратуры КВЧ-терапии М. Б. Голант (1923—2001), доктор технических наук, профессор В. С. Лукошков (1906—1975), радиофизик, разработчик ЛБВ, лауреат Ленинской премии Ю. П. Мякиньков (1929—1997)[32]., доктор технических наук, профессор Р. А. Силин.

## Директора предприятия
- Векшинский Сергей Аркадьевич (с 1943 по 1944) — назначен директором предприятия в 1943 году. Он пробыл на этом посту лишь год и в 1944 году был переведён на должность руководителя Научно-исследовательского вакуумного института.
- Егиазаров Владимир Иванович (с 1944 по 1945) — также пробыл на посту директора предприятия лишь год с 1944 по 1945, после чего был назначен начальником 5-го ГУ наркомата электропромышленности.
- Захаров Андрей Андреевич (с 1945 по 1947) — пробыл директором с 1945 по 1947, после чего был назначен директором дочернего завода НИИ-160 «Светлана».
- Гольцов Валентин Александрович (с 1947 по 1952)
- Фёдоров Мстислав Михайлович (с 1953 по 1961) — начал свою карьеру в НИИ-160 в 1936 году, а в 1953 был назначен директором института. На этой должности он проработал до 1961 года, когда был переведён на должность начальника 5 Главного управления МПСС СССР. Считается, что его вклад в развитие предприятия был одним из самых значительных. За 8 лет, что он возглавлял предприятие, «Исток» занял ведущее место в отечественной СВЧ-электронике. Было построено множество производственных предприятий (заводов) и привлечены к работе высококлассные специалисты.
- Ребров Сергей Иванович (с 1956 по 1988) — попал на работу в НИИ «Исток» в 1952 году по распределению, сразу после окончания Московского энергетического института. В 1953 году назначен начальником отдела, а уже через 3 года возглавил предприятие. На этой должности он проработал до 1988 года. Его деятельность высоко оценивалась руководством страны, он внёс значительный вклад в разработку вакуумной и твердотельной электроники. Также получил известность за разработку и внедрение в производство комплексированных устройств.
- Королёв Александр Николаевич (с 1988 по 2009) — работал в «Истоке» с 1975 года, поочерёдно занимая должности начальника лаборатории, начальника сектора и начальника научно-производственного комплекса. В 1988 году был избран на должность директора предприятия. Самым крупным достижением Александра Королёва является вклад в разработку первого отечественного комплекса программируемой цифровой обработки радиолокационного сигнала.
- Борисов Александр Анатольевич (с 2009 по 2020(?))

## Санкции
С 2022 года, после начала вторжения России на Украину, предприятие было внесено в санкционный список всех стран Евросоюза, США, Канады и ряда других государств.

Продукция (СВЧ-устройства) и технологии (цифровая платформа IIoT.Istok), разработанные предприятием, используются в военных целях. В 2022 году "НПП "Исток" было расширено за счёт средств государственной программы "Развитие оборонно-промышленного комплекса". Таким образом, АО "НПП "Исток" оказывает материальную поддержку и получает выгоду от правительства РФ, которое несёт ответственность за аннексию Крыма и дестабилизацию ситуации в Украине.— «Официальный журнал Европейского союза», Брюссель, 24 июня 2024 года